# Wolfgang Rotter
Wolfgang Rotter (* 17. September 1910 in Berlin; † 9. Juli 2000) war ein deutscher Pathologe und Hochschullehrer.

## Leben
Rotter erhielt nach dem Abschluss seiner Schullaufbahn in Berlin ein Stipendium der Studienstiftung des Deutschen Volkes und absolvierte an der Universität Berlin ein Studium der Medizin. Mit der 1938 erschienenen Dissertation Über eine Funktionsprüfung des Magens mit Hilfe der Uraninausscheidung promovierte Rotter in Berlin zum Dr. med.
Rotter beantragte am 24. Juni 1937 die Aufnahme in die NSDAP und wurde rückwirkend zum 1. Mai desselben Jahres aufgenommen (Mitgliedsnummer 4.273.454), aber spätestens Juni 1939 gestrichen. Er war ab 1938 bei der Luftwaffe als Sanitätsoffizier tätig und erreichte dort später den Rang eines Oberstabsarztes. Nach Ausbruch des Zweiten Weltkrieges war Rotter ab Januar 1940 am Institut für Luftfahrtmedizinische Pathologie des Reichsluftfahrtministeriums in Freiburg beschäftigt mit dem Forschungsschwerpunkt „Todesfälle nach allgemeiner Unterkühlung in Seenot“. Rotter hatte an der Universität Freiburg auch seine Facharztausbildung zum Pathologen durch Franz Büchner erhalten. Ab 1942 war Rotter beim Luftfahrtmedizinischen Forschungsinstitut des Reichsluftfahrtministeriums bei der Abteilung für Gehirnforschung in Berlin-Buch tätig. Rotter nahm an der Tagung über Ärztliche Fragen bei Seenot und Winternot am 26. und 27. Oktober 1942 teil, wo auch über die „Unterkühlungsversuche“ im KZ Dachau referiert wurde. Beim Leiter des Sanitätswesens der Luftwaffe war Rotter zudem als beratender Pathologe tätig. Nachdem er vom Militärdienst freigestellt wurde, erfolgte im Dezember 1944 seine Habilitation für die Fächer Allgemeine Pathologie und Pathologische Anatomie.
Ab 1946 war Rotter als Dozent und Oberarzt an der Universität Kiel tätig, bis er dort 1949 zum außerplanmäßigen Professor wurde. Von dort wechselte er 1954 an die Universität Gießen, wo er als ordentlicher Professor für Pathologie und Pathologische Anatomie tätig war. Von Anfang Oktober 1960 bis zu seiner Emeritierung Ende September 1978 war Rotter Professor für Pathologie an der Universität Frankfurt und war 1965/66 an der dortigen medizinischen Fakultät Dekan. Rotter, der auch im Ruhestand wissenschaftlich tätig war, widmete sich der Erforschung der Herzkreislauf- und Nierenpathologie und machte sich um die Weiterentwicklung der Nephrologie verdient.
Rotter, der verheiratet war und Kinder hatte, lebte in seiner letzten Lebensphase in Bad Nauheim im Seniorenheim der Landesärztekammer Hessen und starb an einer Tumorerkrankung.

## Ehrungen und Ämter
- Erster Vorsitzender der Frankfurter Medizinischen Gesellschaft[1]
- Plakette des Fachbereiches Humanmedizin der Johann-Wolfgang-Goethe-Universität Frankfurt am Main[1]

## Werke
- Lehrbuch der Pathologie, bis 1985 ist das mehrbändige Werk in mehreren Auflagen erschienen.
- Farbatlas der Nierenbiopsie: Pathologie glomerulärer Erkrankungen. Stuttgart New York 1983.
- Pathologisch-histologischer Kurs Wolfenbüttel. Hannover  1949.